# ویتوریا دا کونکیستا
ویتوریا دا کونکیستا (به پرتغالی: Vitória da Conquista) یک شهر در برزیل است که در باهیا واقع شده‌است. ویتوریا دا کونکیستا ۳٬۲۰۴٫۲۵۷ کیلومتر مربع مساحت و ۳۴۶٬۰۶۹ نفر جمعیت دارد و ۹۲۳ متر بالاتر از سطح دریا واقع شده‌است.